# Caso Haeger
Caso Haeger es el nombre con el que se conoce el asesinato y desaparición de la contadora Viviana Haeger Massé, ocurrido el 29 de junio de 2010 al interior de su casa en la comuna de Puerto Varas, en el sur de Chile. El caso conmocionó a la opinión pública chilena debido a que Haeger, de 42 años y madre de dos hijas, estuvo desaparecida por 42 días hasta que su cadáver fue hallado en el entretecho de su casa por su esposo Jaime Anguita, pese a que la Policía de Investigaciones había revisado la vivienda y había estado en ella durante las primeras semanas de búsqueda cuando se manejaba la hipótesis de un secuestro.
La primera autopsia realizada por el Servicio Médico Legal atribuyó a una intoxicación por herbicida la causa de muerte y descartó la intervención de terceros; pese a ello, la familia Haeger culpó a Anguita de la muerte de Viviana. En 2012 una nueva autopsia concluyó que sí pudo haber habido intervención de terceros, lo que fue confirmado por una tercera autopsia en 2015.
En diciembre de 2015 el carpintero José Pérez Mancilla confesó haber asesinado a Haeger y aseguró que lo hizo por encargo de Jaime Anguita. Tras casi dos años de investigación, en septiembre de 2017 el Tribunal de Juicio Oral en lo Penal de Puerto Montt halló culpable a Pérez por el delito de robo con homicidio y lo sentenció a diez años de presidio. Anguita, por el contrario, fue absuelto de manera unánime del delito de parricidio debido a la «falta de contundencia» de las pruebas presentadas por la Fiscalía.
El caso ha tenido un alto impacto en la sociedad chilena desde el día que desapareció Viviana Haeger, debido a las circunstancias de su muerte, los errores cometidos durante la investigación policial, el contexto social y familiar del matrimonio Anguita-Haeger, y el resultado del juicio que absolvió a Anguita de haber sido responsable de la muerte de su esposa.

## Antecedentes
La familia Anguita-Haeger vivía en el exclusivo recinto de Parque Stocker en la comuna de Puerto Varas, Región de Los Lagos. El matrimonio tenía dos hijas, Vivian de catorce años y Susan de ocho años al momento de la desaparición. Su esposo, Jaime Anguita, trabajaba como ingeniero a cargo de proyectos en la Constructora Puerto Octay, mientras que su esposa se dedicaba al cuidado de la familia, dejando atrás su trabajo de contadora. Su aparentemente normal vida de familia cambió abruptamente la mañana del 29 de junio de 2010, cuando se perdió todo contacto con Viviana Haeger, materializándose así su desaparición.

## Cronología de los hechos

### La desaparición
El martes 29 de junio de 2010, la familia Anguita-Haeger comenzó su mañana como cualquier otro día, luego de un fin de semana largo. Viviana preparó el desayuno para sus hijas y las arregló para ir a clases en el Colegio Alemán, distante diez minutos de su casa. Por su parte, Jaime Anguita se encargó de dejar a ambas niñas en la puerta del colegio, llegando a las 07:45 de la mañana, un poco más temprano que de costumbre.
Tras esto se dirigió hasta su trabajo en la constructora Puerto Octay, donde llegó aproximadamente a las 08:30 de la mañana, directo hasta su oficina como cada día. A las 13:20 de la tarde, Anguita llegó hasta el Banco BBVA para hacer una serie de trámites de índole personal. Fue en esta oficina, y mientras hablaba con su ejecutiva del banco, que recibió una llamada telefónica en la que escuchó una voz que le dijo que tenían secuestrada a su esposa. La llamada duró menos de veinte segundos y Anguita lo asoció a una estafa telefónica, sin prestar atención.
Mientras tanto, su hija mayor, Vivian, quien había salido un poco más temprano del colegio para encontrarse con su mamá, llegó a casa alrededor de las 14:00 h, después de haber esperado a Haeger sin que ésta llegase. Entonces se dio cuenta de que el auto de su mamá estaba allí, con las llaves de la casa en el interior. La puerta trasera estaba abierta sin ninguna señal de su madre, y la cama matrimonial desordenada con pertenencias de Haeger sobre ella.
Vivian llamó a su padre diciéndole que su madre no estaba en la casa, él en respuesta se dirigió hasta Carabineros para poner la denuncia sobre la desaparición de su mujer. Tras esto, y antes de llegar a su casa, decidió también poner la denuncia en la Policía de Investigaciones.

### Búsqueda y hallazgo del cadáver
El 5 de julio, una semana después de la desaparición de Haeger, su familia comienza una búsqueda a través de la ciudad y su esposo ofrece una recompensa de 5 millones de pesos a cualquier persona que entregue información verídica para encontrarla.  
En paralelo, la Policía de Investigaciones pasa quince días en la casa Anguita-Haeger buscando cualquier tipo de pista que pueda ayudar a encontrar a Viviana. También se comienzan a investigar las cuentas bancarias de Haeger, revisando cualquier transacción inusual que fuera indicio de su secuestro. 
El 10 de agosto, 42 días después de la desaparición de Viviana Haeger, su esposo llama a la Policía de Investigaciones, comunicando que encontró el cuerpo sin vida de Haeger en el entretecho de su casa, en posición fetal. Este hallazgo se produjo después de que Anguita sintiera un fuerte mal olor en su casa, el cual siguió hasta llegar al entretecho y encontrar el cuerpo de su esposa en estado de descomposición. 

### Investigación
Dos días después del hallazgo de Viviana Haeger, el Servicio Médico Legal entrega un informe a la familia el cual descarta la intervención de terceras personas en su muerte. El 14 de agosto se realiza el funeral de Haeger en Puerto Montt, junto a su familia y cientos de personas que fueron partícipes de la búsqueda y testigos de este inédito caso desde el comienzo. 
En octubre, casi cuatro meses después de su desaparición y muerte, se entrega un nuevo informe en el que se detalla que la muerte de Viviana se podía atribuir a una intoxicación por herbicida, debido a los tóxicos encontrados en su cuerpo. 
Hasta ese momento, la madre y la hermana de Viviana sospechaban de Jaime Anguita como principal responsable, por lo que en diciembre, y luego de que se consideró cerrar el caso clasificándolo como suicidio, interpusieron una querella contra el esposo.
En febrero del 2012  aproximadamente dos años después de la desaparición y muerte, la Fiscalía pidió una autorización para exhumar el cuerpo de Haeger y realizar una nueva autopsia. Esta se llevó a cabo el 3 de agosto del mismo año. 
La nueva autopsia se realizó en el Servicio Médico Legal de Santiago, y al igual que en la primera realizada, las causas de muerte no fueron lo suficientemente claras, pero sí hubo indicios para levantar una denuncia por posible intervención de terceros. Los nuevos indicios hacían referencia a marcas en las muñecas de Haeger. 
Hasta ese momento no se tenían más avances en la investigación y el único posible sospechoso, tanto para la familia materna de Haeger y la opinión pública, era su esposo. En 2015 el escenario cambia, ya que aparece un nuevo personaje en este enigmático caso: José Pérez Mancilla, quien confiesa ser el autor material de la muerte de Viviana, contratado por su esposo.

## Confesión y detenciones
El 7 de diciembre del 2015, cinco años después del crimen de Viviana Haeger, José Pérez Mancilla confesó haber asesinado a la contadora en su casa de Puerto Varas y haber dejado el cuerpo en el entretecho de esta. No solamente reveló su crimen, sino también acusó haber sido contratado por Jaime Anguita para cometerlo. La relación entre ambos nació cuando Mancilla trabajaba en uno de los fundos de Anguita, y mantuvieron una relación laboral cercana que se prolongó en el tiempo.
La madrugada del 8 de diciembre Jaime Anguita fue detenido por la Policía de Investigaciones, quedando en prisión preventiva como presunto autor intelectual de la muerte de su esposa. El día 11 de diciembre la Fiscalía solicitó prisión preventiva para ambos sujetos, la que fue decretada por el juzgado de garantía respectivo por un plazo de ocho meses, tiempo en el que se investigaría el caso. 

### José Pérez Mancilla
En diciembre del 2015, y tras la confirmación de la intervención de terceros en la muerte de Haeger, la Policía de Investigaciones amplió la investigación a los trabajadores de la empresa de la que Anguita era parte. Fue así como el 7 de diciembre José Pérez Mancilla confirmó ser el autor material del asesinato, encargado por el esposo de Viviana Haeger a cambio de 5 millones de pesos, de los cuales no recibió la suma completa. 
José Pérez Mancilla estaba en la lista de sospechosos debido a una testigo clave que tuvo contacto con Sergio Coronado, abogado de la familia Haeger. Según lo relatado por esta testigo, había conocido a la exesposa de Pérez Mancilla estando ambas en prisión preventiva en la Cárcel Alto Bonito de Puerto Montt. Ahí la mujer confesó a la testigo que su exesposo era quien había asesinado a Viviana Haeger. 
La conexión entre José Pérez Mancilla y Jaime Anguita databa desde 1995, año en que ambos comenzaron a trabajar juntos en la Constructora Puerto Octay, forjando una relación laboral que se mantuvo a través del tiempo, hasta que, según lo confesado por Pérez Mancilla, se le contrató para asesinar a Haeger. Tras su confesión, la Policía de Investigaciones encontró una cámara de video que había sido sustraída de la casa de la familia, y que estaba en su posesión.

## Juicio
La Fiscalía pidió cadena perpetua para Jaime Anguita  por el delito de parricidio y autor intelectual del asesinato de su esposa, mientras que a José Pérez Mancilla lo acusó de robo con homicidio. El juicio se realizó dos años después de la confesión de José Pérez Mancilla, tiempo en el que ambos acusados estuvieron en prisión preventiva  El 28 de septiembre de 2017 el Tribunal Oral en lo Penal de Puerto Montt absolvió de toda acusación a Jaime Anguita exigiendo su liberación inmediata, esto debido a la falta de pruebas que lo pudieran condenar por parricidio. El 16 de octubre del mismo año, la sentencia final condenó a José Pérez Mancilla a diez años de prisión por el delito de robo con homicidio, sin embargo se descontaron de su sentencia los dos años que estuvo en prisión preventiva.

## Demanda contravencional contra Jaime Anguita
Luego de haber pasado dos años en prisión preventiva, siendo liberado y absuelto de cualquier cargo el año 2017, Jaime Anguita junto con sus hijas demandó en 2019 al Estado de Chile. En su demanda acusó negligencias por parte del Servicio Médico Legal, Policía de Investigaciones y el Ministerio Público, además de denunciar torturas durante su período de detención. 
Su demanda se concentró en exigir una compensación económica por parte del Estado para reparar los daños ocasionados a él y su familia. El monto que pidió ascendía a casi 2000 millones de pesos.
En febrero del 2021 el Consejo de Defensa del Estado rechazó la demanda interpuesta por la familia Anguita, acusando de ser un monto desmesurado. Ante esto, la defensa de Anguita acudió a la Corte de Apelaciones de Puerto Montt, para una segunda revisión de la demanda.

## Adaptación televisiva
En abril del 2021, once años después del asesinato de Viviana Haeger, la plataforma Netflix anunció la realización de 42 días en la oscuridad, la primera serie original chilena de su catálogo y basada en el caso Haeger. Producida por Fábula y protagonizada por las actrices Aline Kuppenheim, Claudia Di Girolamo y Gloria Münchmeyer, la serie se estrenó en mayo de 2022 y está inspirada en los hechos que marcaron la desaparición y muerte de Viviana Haeger, además del libro Usted sabe quién: Notas sobre el homicidio de Viviana Haeger del periodista Rodrigo Fluxá, quien es también guionista de la producción audiovisual. 
Inspirada en hechos reales, 42 días en la oscuridad es un thriller policial de ficción que acompaña la historia de Verónica, una mujer que desaparece, y de su hermana Cecilia, quien empieza una carrera contra el tiempo para encontrarla. En su camino, Cecilia, deberá luchar contra la negligencia de las instituciones, los prejuicios de la sociedad y el acoso de los medios. 
El anuncio de esta adaptación de la desaparición y muerte de Viviana no fue bien recibido por la familia, específicamente de sus dos hijas, quienes aseguraron no saber exactamente qué temas se retratarían en la serie, de qué forma y que tampoco fueron consultadas por su opinión o versión de la historia.